# آونیوگسکی
آونیوگسکی (به لاتین: Avnyugsky) یک منطقهٔ مسکونی در روسیه است که در استان آرخانگلسک واقع شده‌است.